# تپه‌های آتشفشان (کالیفرنیا)
تپه‌های آتشفشان نام رشته‌کوه در بیابان کولورادو نزدیک مرز جنوبی شهرستان سن دیگو، کالیفرنیا، کالیفرنیا است.